# Slammy Award 2013
De Slammy Award 2013, waarbij prijzen werden uitgereikt in verschillende categorieën voor de beste professionele worstelaars van WWE (voorheen bekend als World Wrestling Entertainment), vond plaats op 9 december 2013 in Seattle en de gastheren waren WWE Hall of Famers Booker T en Jerry Lawler.

## Prijzen
| Poll                                                   | Gepresenteerd door                       | Resultaten |
| ------------------------------------------------------ | ---------------------------------------- | --- |
| "What a Maneuver" of the Year                          | WWE.com                                  | - Roman Reigns' "Spear" - Daniel Bryans "Running Knee Strike" - AJ Lee's "Black Widow" - Antonio Cesaros "Cesaro Swing" |
| Faction of the Year                                    | WWE.com                                  | - The Shield (Dean Ambrose, Seth Rollins & Roman Reigns) - The Wyatt Family (Bray Wyatt, Luke Harper & Erick Rowan) - The Real Americans (Jack Swagger, Antonio Cesaro & Zeb Colter) - 3MB (Heath Slater, Jinder Mahal & Drew McIntyre) |
| "You Still Got It" (Best Superstar return) of the Year | WWE.com                                  | - Goldust - Rob Van Dam - The Bella Twins (Nikki & Brie Bella) - Bruno Sammartino - Chris Jericho |
| Couple of the Year                                     | WWE.com                                  | - Daniel Bryan & Brie Bella - Triple H & Stephanie McMahon - Fandango & Summer Rae - Tyson Kidd & Natalya - John Cena & Nikki Bella - Naomi & Jimmy Uso |
| Tag Team of the Year                                   | WWE.com                                  | - Cody Rhodes & Goldust - The Shield (Seth Rollins & Roman Reigns) - Prime Time Players (Darren Young & Titus O'Neill) - The Usos (Jimmy & Jey Usos) - The Real Americans (Jack Swagger & Antonio Cesaro) |
| Feat of Strength of the Year                           | WWE.com                                  | - Mark Henry pulls two trucks with his bear hands - Antonio Cesaro swings The Great Khali - Ryback Shell Shocks Mark Henry - The Shield voerden een "triple powerbombs" uit op Big Show |
| "Say What" Quote of the Year                           | WWE.com                                  | - "One stipulation: I'm in my boys' corner and I'll be your huckleberry pie all night long." - Dusty Rhodes - "Paul, say somethin' stupid" - Brock Lesnar - "Rise above THIS" - Damien Sandow - "The "Paulcano" eruption" - Paul Heyman |
| Best Dance Moves of the Year                           | WWE.com                                  | - The Funkadactyls (Naomi & Cameron) - Fandango - R-Truth - Summer Rae - The Great Khali - Miz-co Inferno |
| Favorite Web Show of the Year                          | WWE.com                                  | - The JBL and Cole Show - WWE Inbox - 30-Second Fury - WWE Top 10 |
| Best Crowd of the Year                                 | WWE.com                                  | - Raw na WrestleMania (East Rutherford (New Jersey)) - WWE Payback (Chicago (Illinois)) - SummerSlam (Los Angeles) - Raw in Engeland (Londen op 22 april) |
| Catchphrase of the Year                                | WWE.com                                  | - "YES! YES! YES!" - Daniel Bryan - "That's What I Do" - Mark Henry - "FAAAAAHHNNNN...DAAAAHHHHNNN...GO" - Fandango - "Follow the Buzzards" - Bray Wyatt - "We the People" - The Real Americans - "Believe in The Shield" - The Shield |
| Trending Now (Hashtag) of the Year                     | Cody Rhodes & Goldust (Pre-Show)         | - The Shields #BelieveInTheShield - The Authority's #BestForBusiness - The Wyatt Family's #FollowTheBuzzards - The Real Americans' #WeThePeople |
| This is Awesome! Moment of the Year                    | Christian (Pre-Show)                     | - Big Show knocks out Triple H op Raw - Dolph Ziggler diende de Money in the Bank in tegen Alberto Del Rio en veroverde het World Heavyweight Championship op Raw - Kofi Kingston verzekerde zichzelf van de eliminatie door JBL's stoel te gebruiken op Royal Rumble - Daniel Bryan win zijn tweede WWE Championship van Randy Orton op Night of Champions                                                |
| Breakout Star of the Year                              | John Laurinaitis (Pre-Show)              | - The Shield - The Wyatt Family - Big E Langston - Fandango (met Summer Rae) |
| Beard of the Year                                      | Santino Marella (Pre-Show)               | - Daniel Bryan - Damien Sandow - The Wyatt Family - Zeb Colter |
| LOL! Moment of the Year                                | New Age Outlaws (Billy Gunn & Road Dogg) | - The Rock Concert op het 20ste verjaardag van Raw (14 januari) - Vickie Guerrero is ontslagen als Raw GM (8 juli) - Titus O'Neill gaf zich over op JBL, Michael Cole & Zeb Colter op SmackDown (29 november) - The Great Khali & Jinder Mahal proberen Santino's cobra te verleiden op SmackDown (27 september)                                                                                           |
| Double-Cross of the Year                               | The Shield                               | - Shawn Michaels keerde zich tegen Daniel Bryan en kostte hem het WWE Championship op Hell in a Cell. - Triple H keerde zich tegen Daniel Bryan en kostte hem het WWE Championship op SummerSlam. - Mark Henry keerde zich tegen John Cena tijdens Henry's "pensionering". - Paul Heyman keerde zich tegen CM Punk en kostte hem het WWE Championship Money in the Bank ladder match op Money in the Bank. |
| Diva of the Year                                       | Eve Torres                               | - The Bella Twins - AJ Lee - The Funkadactyls - Natalya - Kaitlyn - Eva Marie |
| Superstar of the Year                                  | Shawn Michaels                           | - Daniel Bryan - John Cena - Randy Orton - CM Punk - Big Show - Brock Lesnar |
| Fan Participation of the Year                          | Prime Time Players                       | - Yes! Yes! Yes! - Fandango-ing - Let’s go Cena/Cena sucks! - What’s up |
| Insult of the Year                                     | The Miz                                  | - Stephanie McMahon insults Big Show - AJ Lee goes off on the "Total Divas" - Paul Heyman's insults toward CM Punk - Zeb Colter's insults |
| Extreme Moment of the Year                             | Mick Foley                               | - CM Punk tegen Paul Heyman op Hell in a Cell - The Shield voerden een "triple powerbombs" uit op The Undertaker op SmackDown (26 april) - Ryback voerde een "spear" uit op John Cena door de LED Light Board op Extreme Rules - The Wyatt Family tegen Kane op SummerSlam |
| Match of the Year                                      | Bret Hart                                | - John Cena vs. The Rock voor het WWE Championship - WrestleMania 29 - Undertaker vs. CM Punk - WrestleMania 29 - Cody Rhodes & Goldust vs. The Shield (Seth Rollins & Roman Reigns) - WWE Battleground - Steel Cage match: Triple H vs. Brock Lesnar - Extreme Rules |